# Alex Ross (critique)
Pour les articles homonymes, voir Alex Ross et Ross.
Alex Ross, né en 1968 à Washington, est un critique musical, journaliste et blogueur américain qui travaille pour The New Yorker depuis 1993.

## Biographie
Alex Ross est diplômé de la St. Albans School de Washington (1986), et de l'université Harvard (1990). Il est critique de musique pour le New York Times de 1992 à 1996. Il signe ses premiers papiers pour The New Yorker en 1993, et en devient employé en 1996.
En 2007, son premier livre, The Rest Is Noise: Listening to the Twentieth Century propose une histoire culturelle de la musique depuis 1900, un best-seller traduit en 16 langues. Le livre a reçu plusieurs prix tels qu'un National Book Critics Circle Award, le Guardian First Book Award, et fut classé dans la liste des dix meilleurs livres de 2007 du New York Times.
En 2010, il sort un second livre, Listen to This.

## Prix et récompenses
- Prix MacArthur (2008)
- Prix Belmont (2012)

## Vie privée
Alex Ross est marié depuis 2006 avec l'acteur et réalisateur Jonathan Lisecki.